# Carex helleri
Carex helleri är en halvgräsart som beskrevs av Kenneth Kent Mackenzie. Carex helleri ingår i släktet starrar, och familjen halvgräs. Inga underarter finns listade i Catalogue of Life.